# نرا
نرا (انگلیسی: Nera) شرکت الکترونیک نروژی است، که در سال ۱۹۴۷ تأسیس شد.